# Tony Leung Ka-fai
Ne doit pas être confondu avec Tony Leung Chiu-wai.

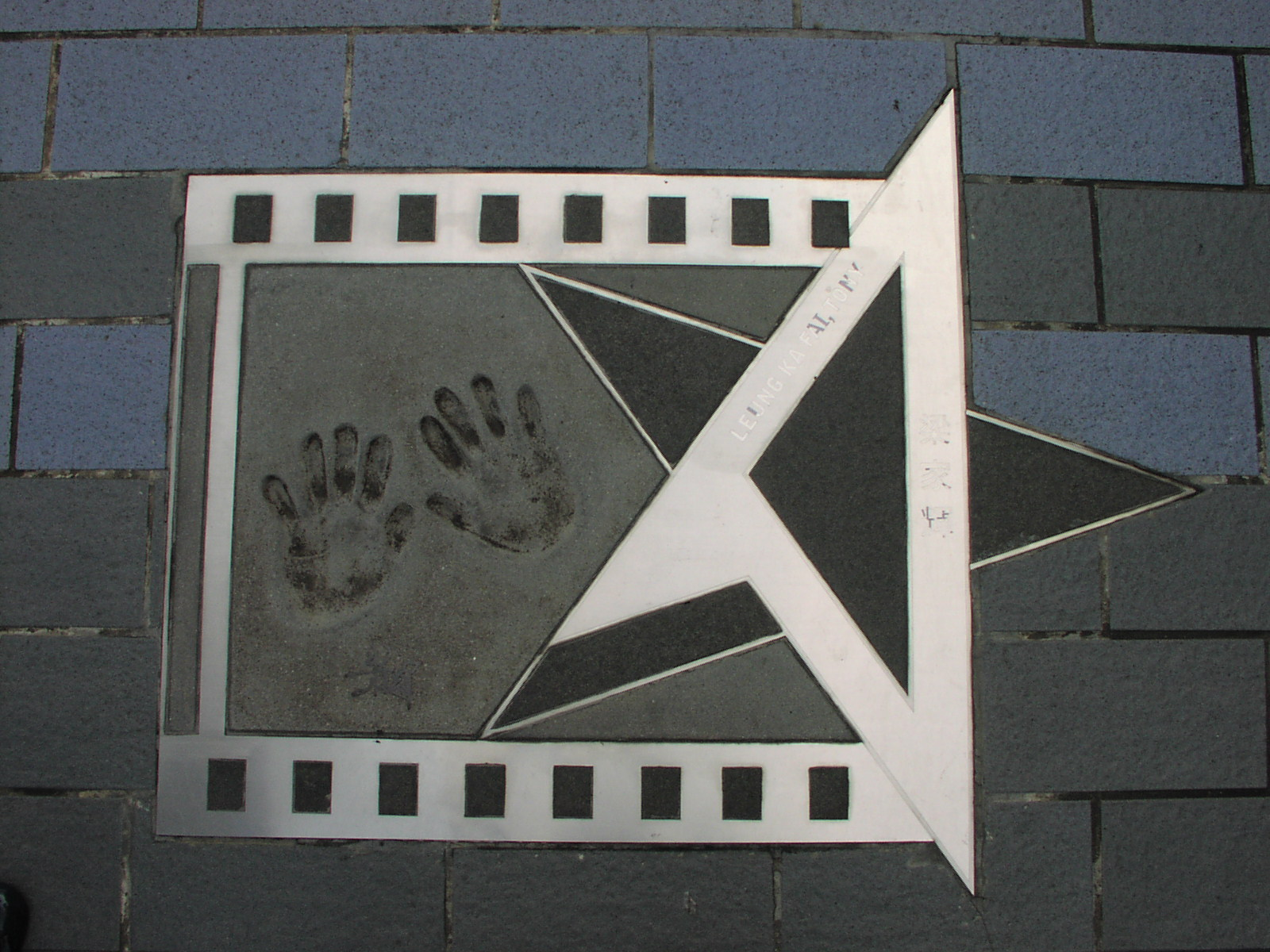
Empreintes de mains et autographe sur l'Avenue des Stars à Hong Kong.

Tony Leung, de son vrai nom Leung Ka-fai, 梁家輝 est un acteur hongkongais ayant remporté quatre fois le Hong Kong Film Award du meilleur acteur, ce qui constitue le deuxième record après Tony Leung Chiu-wai (cinq fois). Comme il est souvent confondu avec lui en raison de la similitude des noms, il est surnommé « Big Tony » tandis que Tony Leung Chiu-wai est surnommé « Little Tony », ce qui correspond à leurs tailles respectives.
Il est connu en France pour son rôle dans L'Amant (1992) de Jean-Jacques Annaud.

## Biographie
Tony Leung Ka-fai apparaît pour la première fois à l'écran dans le film The Burning of the Imperial Palace de Li Han-hsiang (1983), où il joue l'empereur Xianfeng, rôle pour lequel il obtient son premier Prix d’interprétation aux Hong Kong Film Awards. 
Il travaille ensuite avec Chow Yun-fat sur trois films, Prison on Fire de Ringo Lam (1987), Le Syndicat du crime 3 de Tsui Hark (1989), et L'Arnaqueur de Hong Kong de Wong Jing (1994). Il apparaît également dans le rôle du mari de Joyce Godenzi dans Justice sans sommation (en) (She Shoots Straight) de Corey Yuen (1990).
Le physique de Tony Leung Ka-fai lui vaut d'être rapidement cantonné à des rôles de « bellâtres ». Mais il parvient pourtant à sortir de ces rôles imposés en tournant dans de très nombreux films de réalisateurs de la Nouvelle Vague hongkongaise : Derek Yee, Tsui Hark ou Kirk Wong.
En 1991, il se rend au Vietnam et en France pour jouer dans L'Amant de Jean-Jacques Annaud, film basé sur un roman de Marguerite Duras, dans le rôle de l'amant plus âgé d'une jeune écolière adolescente, interprétée par l'actrice britannique Jane March. 
Depuis, il fait partie des habitués du Festival de Cannes, où on l'a vu notamment dans Love Will Tear Us Apart de Yu Lik-wai (1997), dont il est l'un des producteurs, Double Vision de Chen Kuo-fu (2002), Election de Johnnie To (2005), et dans la version Redux des Cendres du temps de Wong Kar-wai (1994/2008).
Il se fait également remarquer internationalement dans Center Stage de Stanley Kwan (1992), L'Auberge du dragon de Raymond Lee et Hark (1992), Nouvelle cuisine de Fruit Chan (2004), Filatures de Yau Nai-hoi (2007) et Détective Dee : Le Mystère de la flamme fantôme de Hark (2011).

## Filmographie
- 1983 : The Burning of the Imperial Palace de Li Han-siang
- 1983 : Reign Behind a Curtain
- 1984 : Ghost Informer
- 1984 : Cherie de Patrick Tam
- 1986 : Lady in Black
- 1986 : Laser Man
- 1987 : City Girl
- 1987 : Prison on Fire de Ringo Lam
- 1987 : People's Hero
- 1988 : Gunmen de Kirk Wong
- 1989 : Sentenced to Hang
- 1989 : Le Syndicat du crime 3 de Tsui Hark
- 1990 : Queen's Bench 3
- 1990 : Her Fatal Ways
- 1990 : My Mother's Teahouse
- 1990 : She Shoots Straight de Corey Yuen
- 1990 : Farewell China de Clara Law
- 1990 : Island of Fire de Kevin Chu et Lawrence Full
- 1991 : Voyage sans retour (Till We Meet Again)
- 1991 : Pretty Ghost
- 1991 : To Catch a Thief
- 1991 : Inspector Pink Dragon
- 1991 : The Raid de Ching Siu-tung et Tsui Hark
- 1991 : Red and Black
- 1991 : This Thing Called Love
- 1991 : The Banquet d'Alfred Cheung, Joe Cheung, Clifton Ko et Tsui Hark
- 1991 : Blue Lightning
- 1991 : Finale in Blood
- 1992 : La Rose noire de Jeffrey Lau
- 1992 : Center Stage de Stanley Kwan
- 1992 : Once Upon a Time a Hero in China
- 1992 : King of Chess
- 1992 : L'Auberge du dragon de Raymond Lee et Tsui Hark
- 1992 : Misty
- 1992 : L'Amant de Jean-Jacques Annaud
- 1993 : Ghost Lantern
- 1993 : Lover of the Swindler
- 1993 : A Roof With a View
- 1993 : All Men are Brothers - Blood of the Leopard
- 1993 : Perfect Exchange de Wong Jing
- 1993 : Rose Rose I Love You de Jacky Pang
- 1993 : Tom, Dick and Hairy de Lee Chi-ngai et Peter Chan
- 1993 : The Eagle Shooting Heroes
- 1993 : Flying Dagger de Chu Yen-ping
- 1993 : Boys are Easy
- 1993 : The Black Panther Warriors
- 1993 : He Ain't Heavy, He's My Father
- 1994 : It’s a Wonderful Life
- 1994 : Always Be the Winners
- 1994 : I Will Wait for You
- 1994 : He and She
- 1994 : Long and Winding Road de Gordon Chan
- 1994 : To Live and Die in Tsimshatsui
- 1994 : Les Cendres du temps (Dung che sai duk) de Wong Kar-wai
- 1994 : Lover's Lover
- 1994 : God of Gamblers’ Return
- 1995 : Lover of the Last Empress
- 1995 : A Touch of Evil
- 1995 : Dream Lover
- 1996 : The Christ of Nanjing
- 1996 : Evening Liason
- 1996 : 4 Faces of Eve
- 1997 : Destination - 9th Heaven
- 1997 : Island of Greed de Michael Mak
- 1999 : The Victim de Ringo Lam
- 1999 : Love Will Tear Us Apart de Yu Lik-wai (également producteur)
- 2000 : Okinawa Rendezvous
- 2000 : The Triad Zone de Dante Lam
- 2002 : Double Vision de Chen Kuo-fu
- 2002 : Golden Chicken de Samson Chiu
- 2002 : Zhou Yu's Train de Sun Zhou
- 2002 : The Gua Sha Treatment
- 2003 : Good Times, Bed Times
- 2003 : Men Suddenly in Black
- 2003 : The Spy Dad
- 2004 : Sex and the Beauties
- 2004 : 20 30 40 de Sylvia Chang
- 2004 : Papa Loves You
- 2004 : Judo de Johnnie To
- 2004 : The Twins Effect 2 de Patrick Leung et Corey Yuen
- 2004 : Nouvelle Cuisine de Fruit Chan
- 2004 : A-1 Headline
- 2004 : Fear of Intimacy
- 2005 : The Myth de Stanley Tong
- 2005 : On the Mountain of Tai Hang
- 2005 : Everlasting Regret de Stanley Kwan
- 2005 : Election de Johnnie To
- 2006 : Boarding Gate d'Olivier Assayas
- 2006 : My Name is Fame
- 2007 : The Drummer
- 2007 : Lost in Beijing de Li Yu
- 2007 : It's a Wonderful Life
- 2007 : Filatures de Yau Nai-hoi
- 2008 : Missing de Tsui Hark
- 2009 : I Corrupt All Cops de Wong Jing
- 2009 : Bodyguards and Assassins de Teddy Chan
- 2009 : The Founding of a Republic de Huang Jianxin et Han Sanping
- 2010 : Détective Dee : Le Mystère de la flamme fantôme de Tsui Hark
- 2010 : Energy Behind the Heart
- 2010 : Bruce Lee, naissance d'une légende de Manfred Wong
- 2010 : Kiss, His First
- 2011 : I Love Hong Kong d'Eric Tsang et Chung Chu-kai
- 2011 : Cold Steel (en)
- 2011 : The Devil Inside Me (en)
- 2011 : Cold War de Longman Leung et Sunny Luk
- 2012 : Tai Chi 0
- 2012 : Tai Chi Hero (en)
- 2013 : Better and Better
- 2013 : Tales from the Dark 1 (en)
- 2014 : Golden Chicken 3 de Matt Chow
- 2014 : Beijing Love Story (en)
- 2014 : Horseplay (en)
- 2014 : Rise of the Legend de Roy Chow
- 2014 : La Bataille de la Montagne du Tigre de Tsui Hark
- 2014 : Who Is Undercover (en)
- 2015 : Lost and Love de Peng Sanyuan
- 2016 : Lost in White (en)
- 2016 : League of Gods de Koan Hui
- 2016 : Cold War 2 de Longman Leung et Sunny Luk
- 2017 : Our Time Will Come de Ann Hui
- 2018 : Asura (en) de Zhang Peng
- 2019 : Mayday Life de Chen Muh
- 2019 : Chasing the Dragon 2 de Wong Jing et Jason Kwan
- 2019 : Midnight Diner de lui-même
- 2021 : Once Upon a Time in Hong Kong de Wong Jing et Woody Hui Yan
- 2025 : Fung lam fo saan (风林火山) de Juno Mak
- 2025 : La Légende des héros du condor